# Liste des parcs nationaux d'Australie-Méridionale
Les parcs nationaux d'Australie-Méridionale sont actuellement au nombre de 20, protégeant 44 116,8 km2, soit 4,5 % du territoire de l'État. Ils sont gérés par le ministère de l'Environnement et des Ressources naturelles de l'Australie-Méridionale.

## Liste des parcs
- Parc appartenant au patrimoine mondial de l'UNESCO
- Parc appartenant à un site Ramsar

| Nom                                     | Photographie | Création | Superficie km2 | Notes |
| --------------------------------------- | ------------ | -------- | -------------- | --- |
| Belair                                  |              | 1891     | 8,35           | |
| Canunda                                 |              | 1959     | 96,27          | |
| Coffin Bay                              |              | 1982     | 309,77         | |
| Coorong                                 |              | 1966     | 489,58         | - Site Ramsar The Coorong, lac Alexandrina et lac Albert (1985)                                                 |
| Fleuve Murray (Murray River)            |              | 1972     | 129,78         | |
| Flinders Chase                          |              | 1919     | 326,61         | |
| Flinders Ranges                         |              | 1945     | 913,30         | |
| Innes                                   |              | 1970     | 94,15          | |
| Lac Eyre (Lake Eyre)                    |              | 1985     | 13 488,40      | |
| Lac Gairdner (Lake Gairdner)            |              | 1991     | 5 531,77       | |
| Lac Torrens (Lake Torrens)              |              | 1991     | 5 676,68       | |
| Lacs Coongie (Coongie Lakes)            |              | 2005     | 266,69         | - Site Ramsar des Lacs Coongie (1987)                                                                           |
| Lincoln                                 |              | 1941     | 216,38         | |
| Mont Remarkable (Mount Remarkable)      |              | 1952     | 182,71         | |
| Monts Gawler (Gawler Ranges)            |              | 2002     | 1 626,76       | |
| Naracoorte Caves                        |              | 1972     | 4,62           | - Site du patrimoine mondial des sites fossilifères de mammifères d'Australie (Riversleigh / Naracoorte) (1994) |
| Nullarbor                               |              | 1979     | 5 781,27       | |
| Rivière Onkaparinga (Onkaparinga River) |              | 1993     | 15,42          | |
| Vulkathunha-Gammon Ranges               |              | 1970     | 1 247,16       | |
| Witjira                                 |              | 1985     | 7 711,13       | |